# 田布施忠宗
田布施 忠宗（たぶせ ただむね、生没年不詳）は、戦国時代の砲術家。通称は源助。

## 経歴・人物
河内国の人物で、天文6年（1537年）南蛮に渡り砲術を修めた。田布施流砲術の始祖。著書に「田布施一流炮術真業録秘書」がある。高弟に酒井正重など。。